# Ars Technica
Ars Technica (afgeleid van het Latijnse "Kunst van de technologie"), vaak afgekort tot Ars, is een website over technologie en webthema's die eind 1998 is opgericht door Ken Fisher en Jon Stokes. De site publiceert nieuws, recensies, en handleidingen over onderwerpen zoals computergerelateerde hardware en software, wetenschap, ruimtevaart, technologie, en computerspellen.

## Geschiedenis
Ars Technica was tot mei 2008 in eigen handen tot het werd verkocht aan Condé Nast Digital voor een bedrag van 25 miljoen dollar. Hiermee kwam de website in handen van Wired Digital, waar ook Wired en voorheen Reddit onder vallen.
Op 12 september 2012 bereikte Ars Technica het hoogste aantal bezoekers op de website met het verslaan van het iPhone 5-evenement. Er werden 15,3 miljoen pagina's opgevraagd (pageviews), waarvan 13,2 miljoen afkomstig waren van het live blogplatform.
Op 5 mei 2015 lanceerde Ars Technica een Britse versie van de website, specifiek gericht op onderwerpen in Engeland en de rest van Europa. De site startte met 500.000 lezers en bereikte na ongeveer een jaar 1,4 miljoen lezers.